# Darío Cabrol
Darío Gabriel Cabrol (Santa Fe, 31 gennaio 1972) è un ex calciatore argentino, di ruolo centrocampista.